# Анна Гельді
Анна Гельді (нім. Anna Göldi, також Göldin; 24 жовтня 1734, Зеннвальд, Швейцарія — 13 червня 1782, Гларус, однойм. кантона, Швейцарія) — швейцарська покоївка, яка стала відома як «остання відьма» Швейцарії, а також як остання жінка в Європі, засуджена до смерті за відьомство. Страчена в 1782 році всупереч юридичним нормам, які діяли на той момент, за формальним обвинуваченням в отруєнні. Реабілітована у 2008 році, через 226 років, як жертва судової помилки.

## Біографія
Анна Гельді народилася 24 жовтня 1734 року в Зеннвальді. Про її життя відомо дуже мало: жила в нижчих верствах суспільства, працювала покоївкою. Дослідники вважають, що Гельді мала двоє чи троє дітей: перший помер невдовзі після народження (Анна навіть підозрювалася у дітовбивстві), другий народився в Страсбурзі та був позашлюбним від тодішнього роботодавця Анни — якогось Цвіккі з Молліса (нім. Zwicky in Mollis), про подальшу його долю невідомо. Іноді наводяться записи церковних книг, на підставі яких в Анни могла бути третя дитина, але експерти ставлять цю версію під сумнів.
У 1765 році Гельді переїхала в Гларус, де протягом сімнадцяти років продовжувала працювати покоївкою. З вересня 1780 року Гельді жила і працювала в будинку лікаря та судді Йоганна Якоба Чуді (нім. Johann Jakob Tschudi). У жовтні 1781 року друга дочка Чуді, Анна-Марія (Annamaria), захворіла, у неї почалися судоми, в її блювоті лікар виявив голки. Йоганн Чуді нібито з'ясував, що Анна регулярно підмішувала їй голки в молоко та начиняла ними хліб, унаслідок чого Гельді звільнили. І хоча дівчинка зцілилася, почалося переслідування Гельді як відьми.

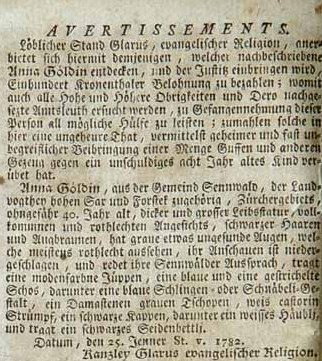
Текст оголошення про затримання Анни Гельді в газеті «Нойє цюрхер цайтунг» від 9 лютого 1782 року

Спочатку Гельді уникла арешту, але влада кантону Гларус ініціювала нагороду за її затримання через публікацію в «Нойє цюрхер цайтунг» (від 9 лютого 1782 року). Разом з нею як спільника заарештували зятя сім'ї Чуді — Руді Штайнмюллера (нім. Ruedi Steinmüller), який був знайомий з Анною і міг бути зацікавлений у смерті дитини з корисливих мотивів. Під тортурами Гельді зізналася у змові з дияволом, який з'явився до неї в образі чорного собаки. Зізнання Штайнмюллера не вдалося здобути, оскільки він повісився в камері в ніч на 12 травня 1782 року. Самогубство Руді було розцінено як визнання вини, все його майно й активи були конфісковані.
Міська рада Гларуса на підставі зізнань Анни Гельді 13 червня 1782 року засудила її до смерті — того ж дня Анна була обезголовлена. Офіційним звинуваченням було отруєння, а не чаклунство, хоча, згідно із законом того часу, смертна кара не могла застосовуватися за отруєння з нелетальним результатом. Під час судового розгляду офіційні заяви та звинувачення в чаклунстві ретельно уникались, а протоколи суду було знищено. Проте звинувачення визнали полюванням на відьом, що викликало громадське обурення по всій Швейцарії та на території Священної Римської імперії.

## Реабілітація
Представник Гларуса в парламенті Швейцарії Фріц Шісер (нім. Fritz Schiesser) подав прохання про зняття всіх звинувачень з Анни Гельді. Парламент Швейцарії визнав її справу судовою помилкою і запропонував замість юридичної реабілітації видати докладну книгу про цю історію, яка б послужила моральною реабілітацією. Це сталося 27 серпня 2008 року, через 226 років після події. Суть цього рішення зводилася до того, що Гельді зазнала незаконного суду. Не виключено, що Гельді та доктор Чуді мали любовний зв'язок, і у такий спосіб Чуді позбавився небажаної вагітної коханки.

## Пам'ять
- У 1945 році письменник Каспар Фреулер (нім. Kaspar Freuler) опублікував роман «Анна Гельді. Остання відьма зі Швейцарії» (нім. Anna Göldi. Die letzte Hexe der Schweiz), кілька перевидань якого розійшлися сумарним накладом у 30 тисяч екземплярів[4]. У 1948 році Фреулер написав однойменну п'єсу[14].
- У 1982 році був виданий роман Евелін Гаслер (нім. Eveline Hasler) «Анна Гельді. Остання відьма» (нім. Anna Göldin. Letzte Hexe)[15][16].
- У 1991 році на основі цих подій режисерка Гертруда Пінкус (нім. Gertrud Pinkus) зняла німецько-швейцарський фільм «Анна Гельді — остання відьма» (нім. Anna Göldin – Letzte Hexe)[17]. На міжнародному кінофестивалі в Локарно картину було нагороджено призом екуменічного журі.
- За участю та підтримки журналіста Вальтера Гаузера, автора кількох статей та книг про Гельді[5][18][19], 22 вересня 2007 року в місті Молліс кантону Гларус відкрився музей, присвячений Анні Гельді[10][20]. У 2017 році музей переїхав і 20 серпня відчинив свої двері для відвідувачів уже в новому місці, в одній з історичних будівель Енненда (нім. Hänggiturm)[21][22][23].
- Після реабілітації Гельді в Гларусі 13 червня 2008 року був відзначений день поминання[13], на святкування якого владою було виділено 120 тисяч швейцарських франків[24].
- 7 вересня 2017 року в Нойгаузен-ам-Райнфаллі відбулася прем'єра запланованого ще у 2016 році[25] мюзиклу «Anna Göldi», в якому взяла участь швейцарська група «Peter, Sue and Marc»[21].